# Stelling van Jacobi

De ingekleurde hoeken bij A, B en C zijn gelijk, dus is XYZ een Jacobi-driehoek. N is het bijbehorende Jacobi-punt.

De stelling van Jacobi is een wiskundige stelling in de euclidische meetkunde van de driehoek. De stelling is vernoemd naar Karl Friedrich Andreas Jacobi, een Duitse wiskundige die leefde van 1795 tot 1855 en die de stelling in 1825 publiceerde.
De stelling luidt dat als in het vlak van een driehoek ABC een driehoek XYZ voldoet aan de voorwaarden dat:
- {\displaystyle \phi _{A}:=\angle CAY=\angle ZAB}, dus {\displaystyle \phi _{A}>0} als C en Z aan weerszijden van AB liggen,
- {\displaystyle \phi _{B}:=\angle ABZ=\angle XBC} en
- {\displaystyle \phi _{C}:=\angle BCX=\angle YCA}

dan zijn ABC en XYZ perspectief. XYZ wordt een Jacobi-driehoek of isogonale driehoek genoemd, het perspectiviteitscentrum N punt van Jacobi.
De barycentrische coördinaten met Conway-driehoeknotatie
- {\displaystyle X=\left(-a^{2}:S_{C}+S_{\phi _{C}}:S_{B}+S_{\phi _{B}}\right),}
- {\displaystyle Y=\left(S_{C}+S_{\phi _{C}}:-b^{2}:S_{A}+S_{\phi _{A}}\right),} en
- {\displaystyle Z=\left(S_{B}+S_{\phi _{B}}:S_{A}+S_{\phi _{A}}:-c^{2}\right).}

Het bijbehorende punt van Jacobi heeft barycentrische coördinaten 
{\displaystyle \left({\frac {1}{S_{A}+S_{\phi _{A}}}}:{\frac {1}{S_{B}+S_{\phi _{B}}}}:{\frac {1}{S_{C}+S_{\phi _{C}}}}\right)=}
{\displaystyle \left({\frac {\sin(\alpha )\sin(\phi _{A})}{\sin(\alpha +\phi _{A})}}:{\frac {\sin(\beta )\sin(\phi _{B})}{\sin(\beta +\phi _{B})}}:{\frac {\sin(\gamma )\sin(\phi _{C})}{\sin(\gamma +\phi _{C})}}\right)},
waarin α, β en γ de hoeken van driehoek ABC representeren.
Bekende voorbeelden van Jacobi-driehoeken zijn de driehoek van Morley, de spiegeldriehoek en de driehoeken van Kiepert. De ontaarde driehoek van punten waar oneindig verre rechte de hoogtelijnen snijden is ook een Jacobi-driehoek.

## Eigenschappen
- Als X2Y2Z2 ook een Jacobi-driehoek is, dan vormen de punten waar XX2 zijde BC snijdt, YY2 snijdt met AC en ZZ2 met AB een Ceva-driehoek.
- De kruisingsdriehoek van een Jacobi-driehoek is weer een Jacobi-driehoek.